# Carlo di Persano

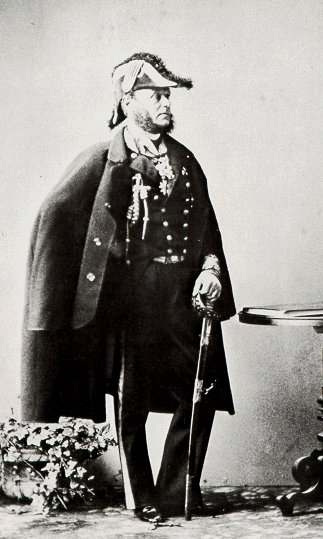
Fotografi av Carlo di Persano som amiral, omkring 1860.

Carlo Pellioni di Persano, född 11 mars 1806, död 28 juli 1883, var en italiensk sjömilitär.
Persano blev konteramiral 1859 och amiral 1862. Som överbefälhavare över sardinska flottan understödde Persano framgångsrikt Garibaldi vid intagandet av Messina, Gaeta och Ancona, var 1862 marinminister och blev 1865 senator. I kriget 1866 blev han överbefälhavare för italienska flottan, och anföll enligt lämnade direktiv 20 juli den underlägsna österrikiska flottan under befäl av Wilhelm von Tegetthoff i sjöslaget vid Lissa, men led ett avgörande nederlag, åtalades inför senaten och dömdes förlustig av sina ämbeten. Persano utgav Diario privato politico-militare della campagna navale degli anni 1860-61 (1867-71).